# La casa del piacere
La casa del piacere è un film del 1994 diretto da Joe D'Amato.

## Trama
Lord Hutton si reca a Manila per affari e trascorrere la luna di miele con la giovane e bellissima moglie Eleanor, ospiti del vecchio amico Xiao Chang. Ma al loro arrivo, scoprono che Xiao è morto da tre mesi e la coppia è costretta ad affidarsi a Lin Piao, giovane e aitante figlio del defunto, che non ha difficoltà a colpire le fantasie di Eleanor, già insoddisfatta da un matrimonio privo di ogni stimolo sessuale.
La donna, infatti, cede facilmente al raffinato Lin, in uno sfrenato gioco erotico che la porterà a conoscere ogni aspetto del perverso e affascinante "amore orientale" e a concedersi, ormai priva di ogni inibizione, anche a più persone durante una singolare seduta in un atelier.
Tuttavia, Eleanor non sospetta ancora di essere spiata da una telecamera manovrata dal marito, inguaribile voyeur che ha comprato a caro prezzo la complicità di Lin Piao, bisognoso di denaro per sanare i grossi debiti ereditati.